# Olga Semiónova-Tian-Xànskaia
Olga Semiónova-Tian-Xànskaia (en rus: Ольга Измайловна Семёнова-Тян-Шанская), (Sant Petersburg, 9 de setembre de 1911 – Leningrad, 4 de novembre de 1970) fou una jugadora d'escacs soviètica. Era neta del geògraf i explorador rus Piotr Semiónov-Tian-Xanski.

## Resultats destacats en competició
Va aprendre a jugar a escacs als 18 anys. Quatre anys més tard va guanyar el Campionat femení de la ciutat de Leningrad. Va participar en nou edicions del Campionat d'escacs femení de la Unió Soviètica, (el campionat nacional més fort del món) i el va guanyar dos cops (1934 i 1936), en ambdós casos a Leningrad. A més, el 1937 hi empatà al 2n/3r llocs, i el 1953 al 3r/5è llocs.